# Nearctaphis californica
Nearctaphis californica är en insektsart som beskrevs av Hille Ris Lambers 1970. Nearctaphis californica ingår i släktet Nearctaphis och familjen långrörsbladlöss.

## Underarter
Arten delas in i följande underarter:
- N. c. californica
- N. c. nigrescens